# 松木川橋梁
松木川橋梁（まつきがわきょうりょう）は、栃木県日光市の渡良瀬川（旧・松木川）に架かるわたらせ渓谷鐵道わたらせ渓谷線の鉄道橋である。
下流側から第一松木川橋梁・第二松木川橋梁（廃橋）の2つの鉄道橋があるが、本項では一括して詳述する。

## 第一松木川橋梁

### 概要
第一松木川橋梁（だいいちまつきがわきょうりょう）は、足尾鉄道（現・わたらせ渓谷鐵道わたらせ渓谷線）の足尾駅 - 足尾本山駅（現在は廃駅）間の貨物支線の延伸工事に伴って1911年（明治44年）に完成し、1914年（大正3年）8月25日に供用開始した。足尾駅 - 間藤駅間の利根川水系渡良瀬川（旧・松木川）に架かる全長56.45mの橋梁である。
本橋梁は、トレッスル形式の橋脚が特徴であり、1889年（明治22年）製作の英国パテント・シャフト製である。トレッスル形式の橋脚は、日本鉄道（現・東日本旅客鉄道（JR東日本））の東北本線北部に多数架設したものから転用されたものである。また、橋脚の下部工は切石積であるがアーチ形の開口部があり、さらにアーチ部は煉瓦巻きとなっている。
2016年に「わたらせ渓谷鐵道関連施設群」の一部として、土木学会選奨土木遺産に選ばれる。

### 諸元
- 種別 - 鋼鉄道橋
- 形式 - 1-3)上路式プレートガーダー3連
- 橋長 - 56.45m
- 径間数 - 3径間
- 支間 - 1,2)22.250m、3)9.601m
- 線数 - 単線
- 活荷重 -
- 竣工 - 1914年（大正3年）8月25日
- 施主 - 足尾鉄道
- 橋梁設計 -
- 橋桁製作 - 汽車製造

### 位置情報
- 北緯36度38分53.8秒 東経139度26分57.8秒 / 北緯36.648278度 東経139.449389度

## 第二松木川橋梁

### 概要
第二松木川橋梁（だいにまつきがわきょうりょう）は、足尾鉄道（現・わたらせ渓谷鐵道わたらせ渓谷線）の足尾駅 - 足尾本山駅（現在は廃駅）間の貨物支線の延伸工事に伴って1914年（大正3年）に供用開始した。間藤駅 - 足尾本山駅間の利根川水系渡良瀬川（旧・松木川）に架かる橋梁（廃橋）である。
1987年（昭和62年）に足尾銅山の精錬所の貨物輸送が終了し、第三セクター転換に際して間藤駅 - 足尾本山駅間（1.9 km）はわたらせ渓谷鐵道へ営業線として承継されず、1989年（平成元年）3月29日付で廃止となり、本橋梁も供用廃止となった（わたらせ渓谷鐵道としての同区間は未開業のまま1998年〈平成10年〉に鉄道事業免許が失効）。現在は当時の姿を残したままの遺構として現存している。
本橋梁の間藤方には、レールなどの廃材が置かれており、立ち入り禁止状態となっている。本橋梁の足尾本山方の下には、交差するようにアーチ橋の間藤橋が松木川に架かっているが、こちらも現在は廃橋となっている。

### 諸元
- 種別 - 鋼鉄道橋
- 形式 - 1)上路式プレートガーダー1連、2)下路式プレートガーダー1連
- 橋長 -
- 径間数 - 2径間
- 支間 -
- 線数 - 単線
- 活荷重 -
- 竣工 -
- 施主 - 足尾鉄道
- 橋梁設計 -
- 橋桁製作 -

### 位置情報
- 北緯36度39分25.8秒 東経139度26分57.0秒 / 北緯36.657167度 東経139.449167度